# Алессандро Пуччіні
Алессандро Пуччіні (італ. Alessandro Puccini, нар. 28 серпня 1968, Піза, Італія) — італійський фехтувальник на рапірах, олімпійський чемпіон 1996 року, дворазовий чемпіон світу.

## Виступи на Олімпіадах
| Олімпіада      | Дисципліна           | Місце |
| -------------- | -------------------- | ----- |
| Барселона 1992 | командна рапіра      | 6     |
| Атланта 1996   | індивідуальна рапіра | 1     |
| Атланта 1996   | командна рапіра      | 8     |